# Lijst van mieren in Nederland

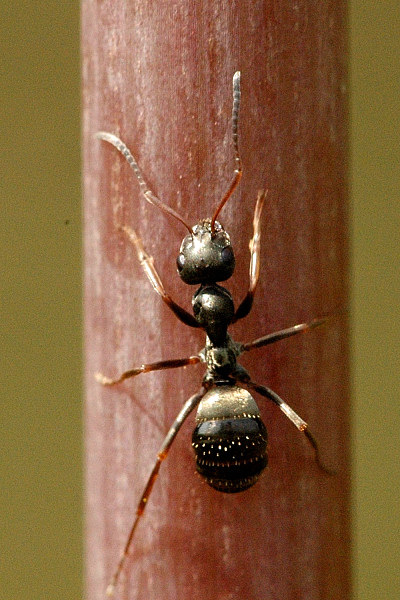
De wegmier (Lasius niger) is in Nederland een van de meest algemene miersoorten

Dit is een lijst van mieren in Nederland. De lijst is gebaseerd op het Nederlands Soortenregister en bevat 184 soorten die in het wild zijn aangetroffen. Van 77 soorten is bekend dat zij inheems zijn of langer dan tien jaar zijn gevestigd. Deze soorten zijn in de lijst vet gemarkeerd.
Tot de bekendste veel voorkomende miersoorten in Nederland behoren de behaarde bosmier (Formica rufa) en glanzende houtmier (Lasius fuliginosus), die beide voornamelijk in bossen voorkomen; de ondergronds levende gele weidemier (Lasius flavus), een soort die voornamelijk in grasland leeft; en de wegmier (Lasius niger) en gewone steekmier (Myrmica rubra), wijdverspreide mieren die in allerlei biotopen te vinden zijn.

## OnderfamilieDolichoderinae(Geurmieren)

### Dolichoderus
- Dolichoderus thoracicus

### Linepithema
- Linepithema dispertitum
- Linepithema humile (Argentijnse mier)
- Linepithema iniquum (Kasgeurmier)

### Tapinoma(Draaigatjes)

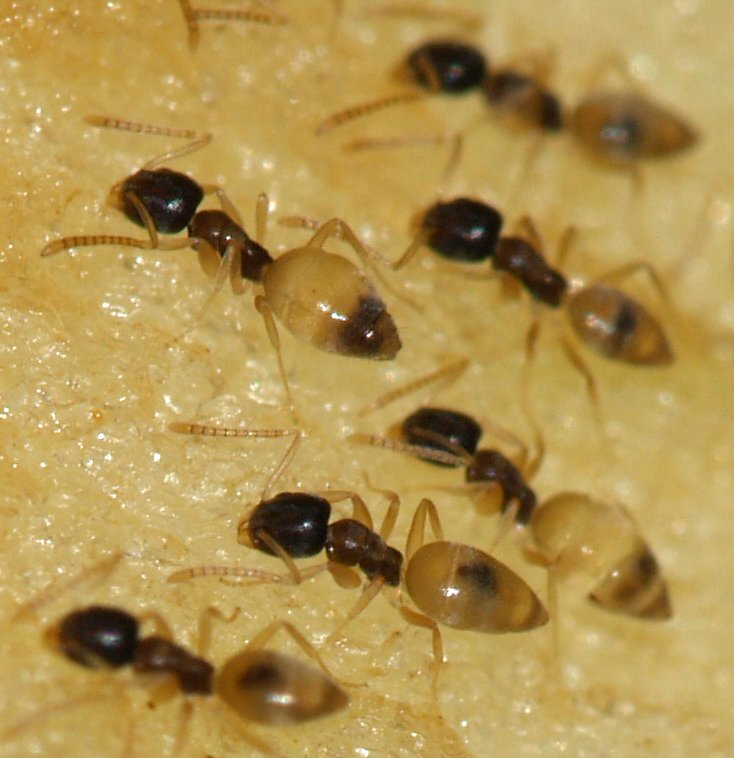
Spookdraaigatjes (Tapinoma melanocephalum)

- Tapinoma erraticum (Mergeldraaigatje)
- Tapinoma melanocephalum (Spookdraaigatje)
- Tapinoma nigerrimum (Mediterraan draaigatje)
- Tapinoma ramulorum
- Tapinoma sessile (Huisdraaigatje)
- Tapinoma subboreale (Heidedraaigatje)

### Technomyrmex
- Technomyrmex difficilis
- Technomyrmex elatior
- Technomyrmex foreli
- Technomyrmex kraeplini
- Technomyrmex pallipes
- Technomyrmex vitiensis (Witvoetmier)

## OnderfamilieEctatomminae

### Ectatomma
- Ectatomma brunneum

### Gnamptogenys
- Gnamptogenys striatula

## OnderfamilieFormicinae(Schubmieren)

### Anoplolepis
- Anoplolepis gracilipes (Hazewindmier)

### Brachymyrmex(Negensprieten)
- Brachymyrmex obscurior (Mexicaanse negenspriet)
- Brachymyrmex patagonicus (Patagonische negenspriet)

### Camponotus(Reuzenmieren)
- Camponotus aegyptiacus
- Camponotus atriceps
- Camponotus bugnioni
- Camponotus canescens
- Camponotus fallax (Boomdeuklip)
- Camponotus fastigatus

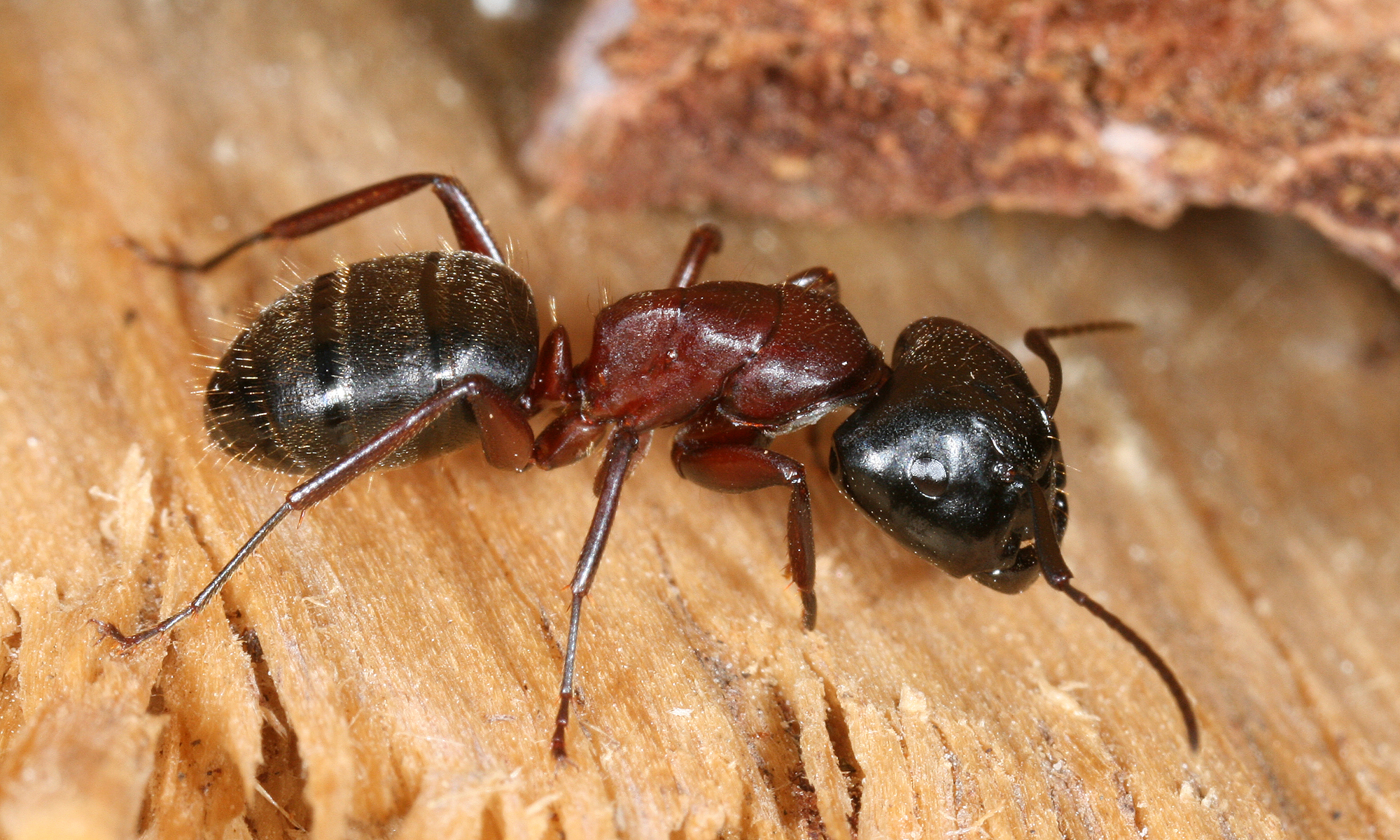
Gewone reuzenmier (Camponotus ligniperda)

- Camponotus herculeanus (Sparrenreuzenmier)
- Camponotus ligniperda (Gewone reuzenmier)
- Camponotus maculatus
- Camponotus mitis
- Camponotus pennsylvanicus
- Camponotus planatus
- Camponotus rectangularis
- Camponotus sylvaticus
- Camponotus vagus (Zwarte reuzenmier)

### Colobopsis
- Colobopsis truncata (Raspkopmier)

### Formica(Grote schubmieren)
- Formica clara (Duinbaardmier)

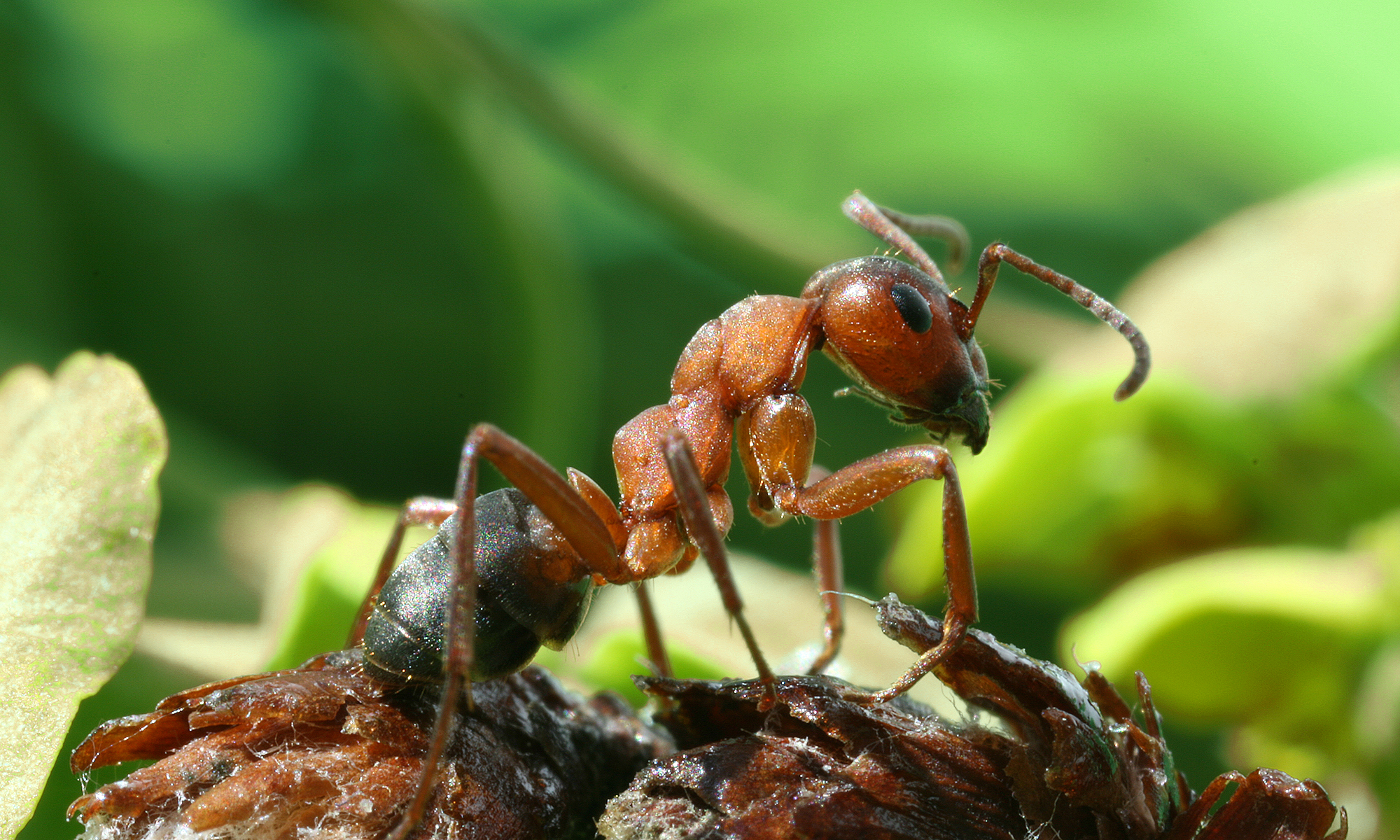
Behaarde bosmier (Formica rufa)

- Formica cunicularia (Bruine baardmier)
- Formica exsecta (Gewone satermier)
- Formica fusca (Grauwzwarte mier)
- Formica lemani (Bergrenmier)[3]
- Formica polyctena (Kale bosmier)
- Formica pratensis (Zwartrugbosmier)
- Formica pressilabris (Deuklipsatermier)
- Formica rufa (Behaarde bosmier)
- Formica rufibarbis (Rode baardmier)
- Formica sanguinea (Bloedrode roofmier)
- Formica transkaucasica (Veenmier)
- Formica truncorum (Stronkmier)

### Lasius(Kleine schubmieren)
- Lasius alienus (Mergelmier)
- Lasius bicornis (Langschubmier)
- Lasius brunneus (Boommier)
- Lasius carniolicus (Kaaskopmier)[3]
- Lasius citrinus (Langhaarmier)

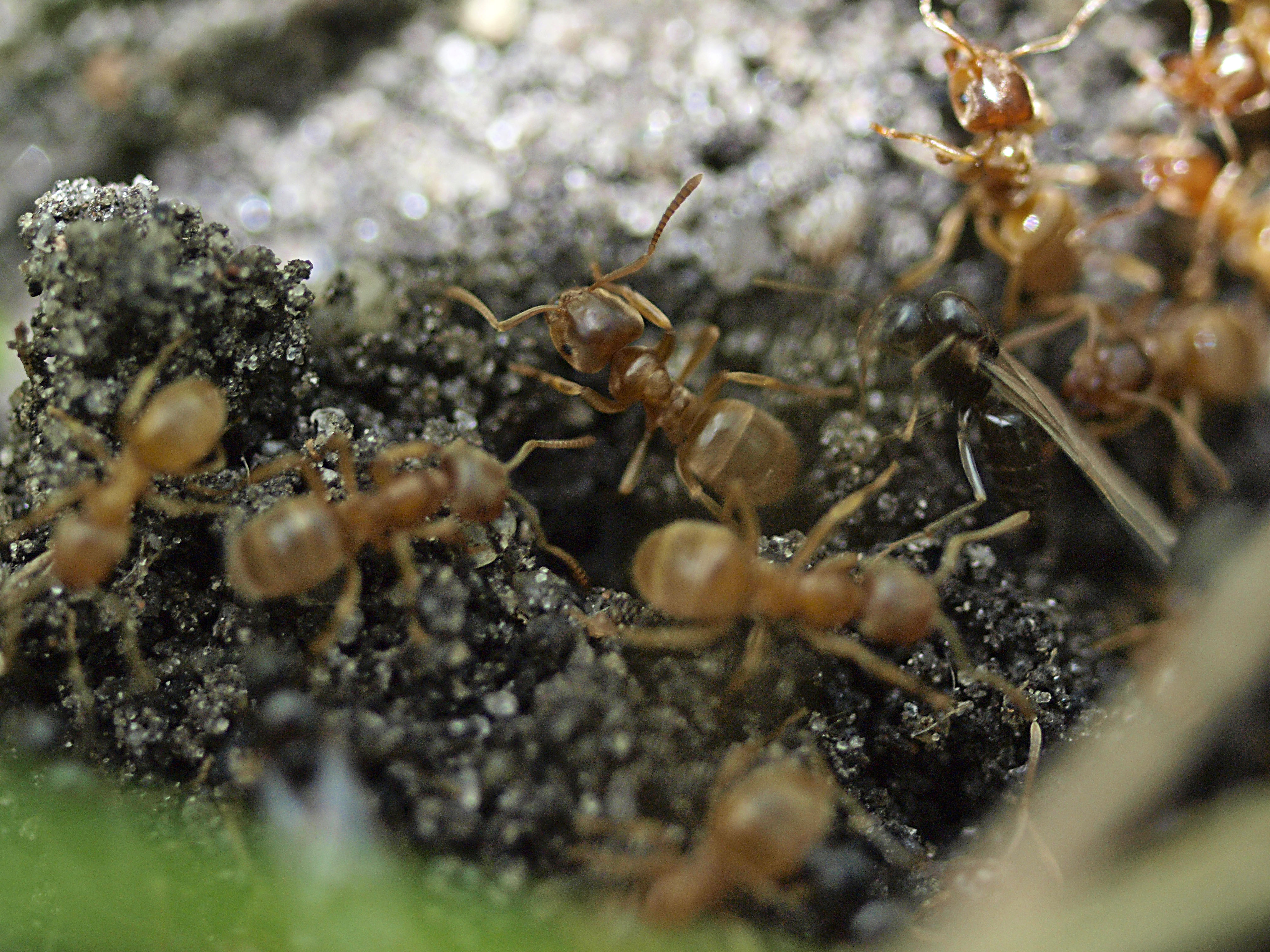
Gele weidemieren (Lasius flavus)

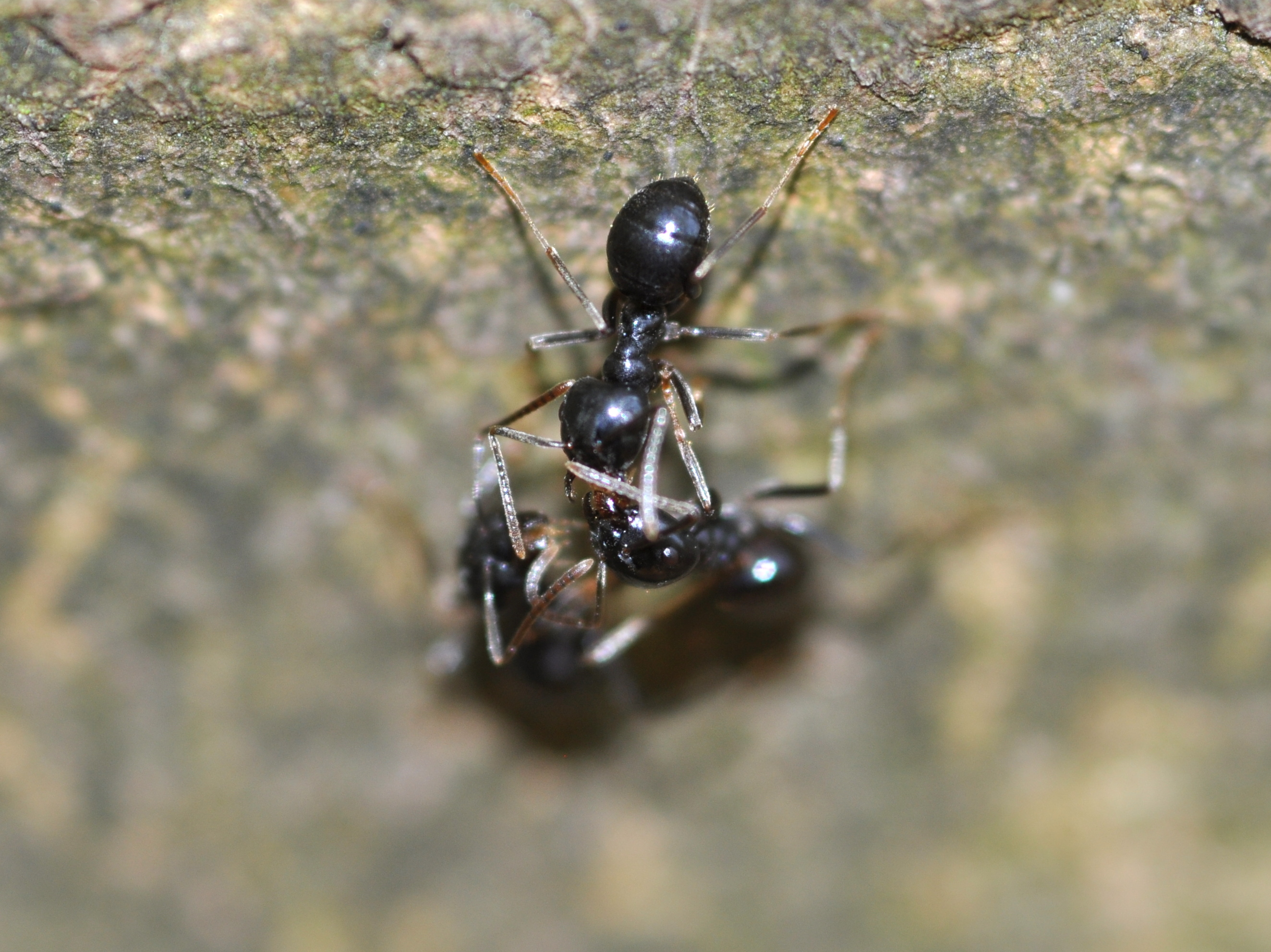
Glanzende houtmieren (Lasius fuliginosus)

- Lasius distinguendus (Korthaarmier)
- Lasius emarginatus (Muurmier)
- Lasius flavus (Gele weidemier)
- Lasius fuliginosus (Glanzende houtmier)
- Lasius jensi (Puntschubmier)[3]
- Lasius lasioides
- Lasius meridionalis (Veldmier)
- Lasius mixtus (Wintermier)
- Lasius myops (Kleinoogweidemier)
- Lasius neglectus (Plaagmier)
- Lasius niger (Wegmier)
- Lasius platythorax (Humusmier)
- Lasius psammophilus (Buntgrasmier)
- Lasius sabularum (Breedschubmier)
- Lasius umbratus (Schaduwmier)

### Lepisiota
- Lepisiota obtusa

### Nylanderia
- Nylanderia vaga (Polynesische langsprietmier)

### Oecophylla(Wevermieren)
- Oecophylla longinoda (Rode wevermier)
- Oecophylla smaragdina (Groene wevermier)

### Paratrechina

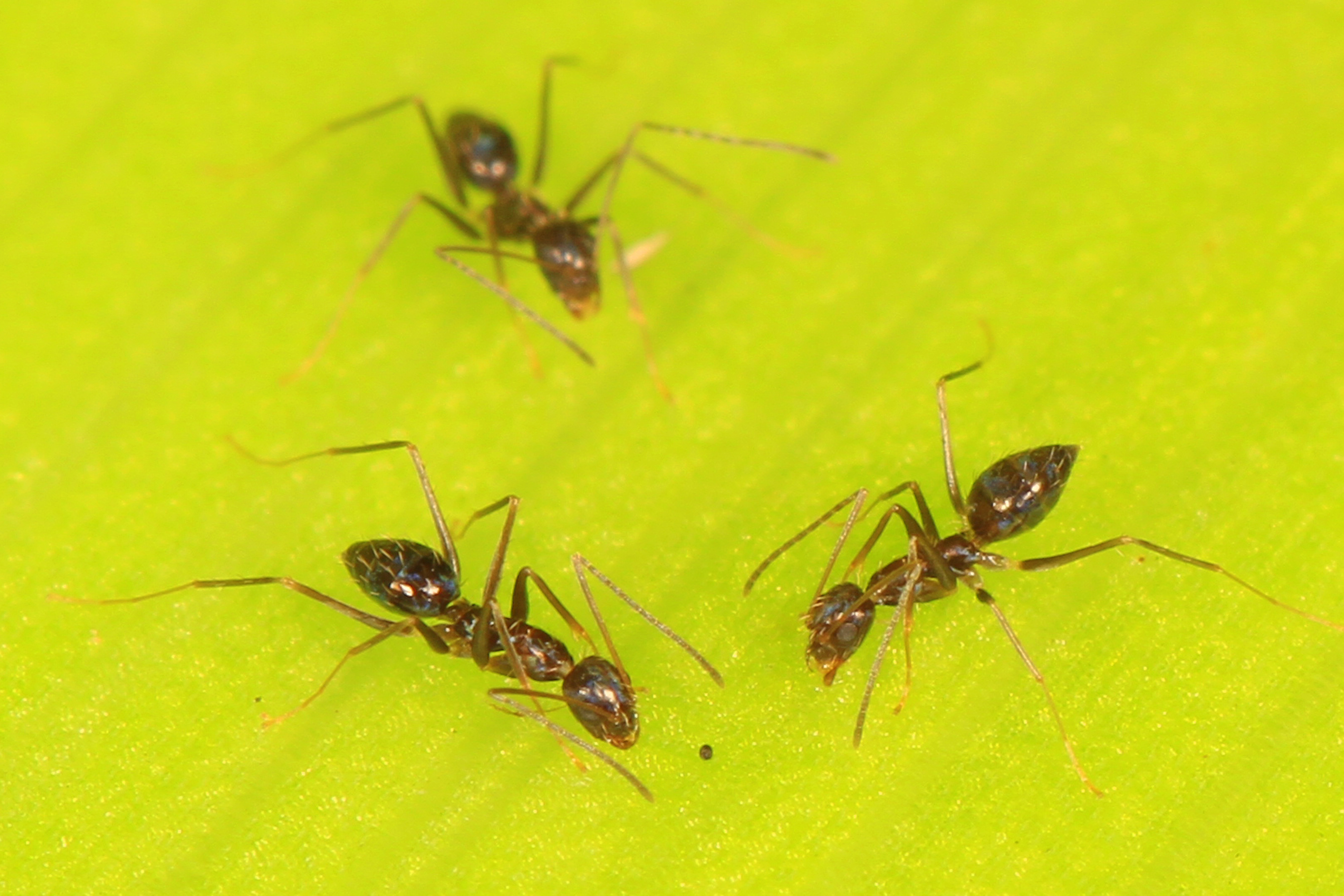
Superlangsprietmieren (Paratrechina longicornis)

- Paratrechina bourbonica (Behaarde langspriet)
- Paratrechina flavipes (Geelpootlangsprietmier)
- Paratrechina longicornis (Superlangsprietmier)
- Paratrechina steinheili
- Paratrechina vividula (Glanzende langsprietmier)

### Plagiolepis(Dwergschubmieren)

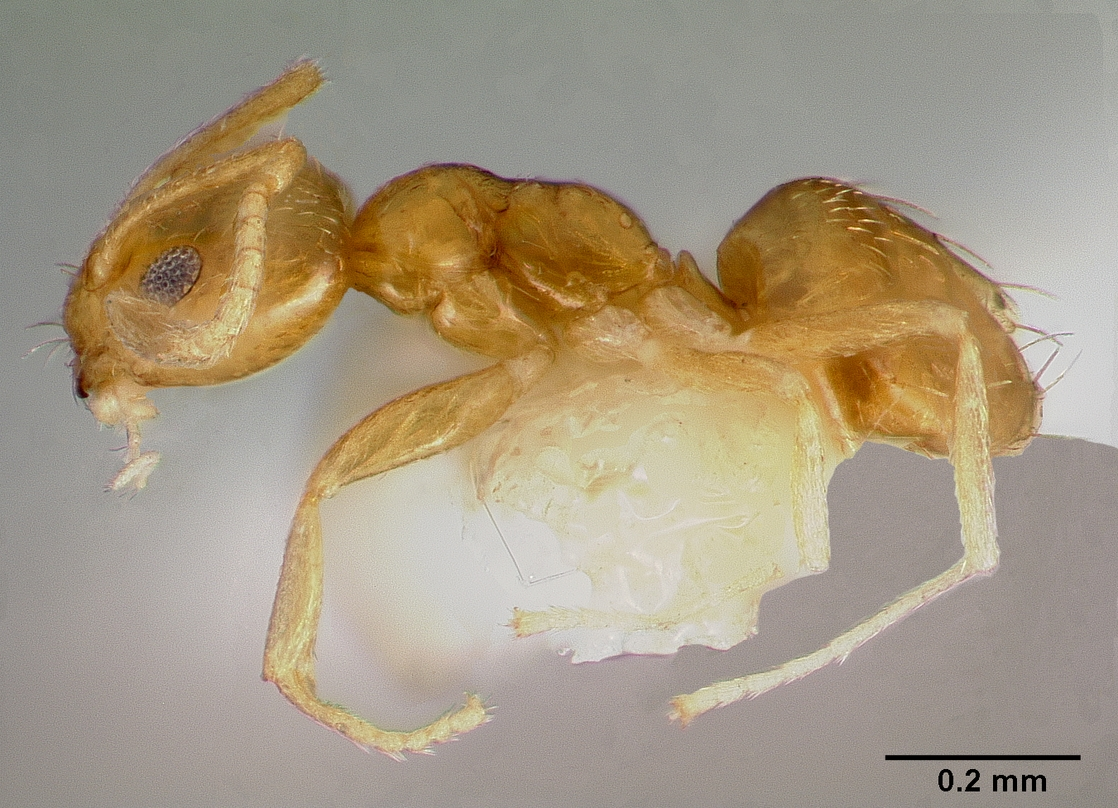
Gele dwergschubmier (Plagiolepis alluaudi)

- Plagiolepis alluaudi (Gele dwergschubmier)
- Plagiolepis pygmaea (Mediterrane dwergschubmier)
- Plagiolepis schmitzii (Atlantische dwergschubmier)

### Polyergus(Amazonemieren)
- Polyergus rufescens (Amazonemier)

### Polyrhachis
- Polyrhachis dives
- Polyrhachis nigrita
- Polyrhachis thrinax

### Prenolepis
- Prenolepis nitens

## OnderfamilieMyrmicinae(Knoopmieren)

### Acromyrmex
- Acromyrmex coronatus (Bladsnijdermier)
- Acromyrmex lundii

### Cardiocondyla(Hartknoopmieren)
- Cardiocondyla emeryi
- Cardiocondyla nuda
- Cardiocondyla obscurior (Tweekleurige hartknoopmier)
- Cardiocondyla wroughtonii

### Carebara
- Carebara diversa

### Cephalotes
- Cephalotes curvistriatus (Schildpadmier)
- Cephalotes pusillus

### Crematogaster(Schorpioenmieren)

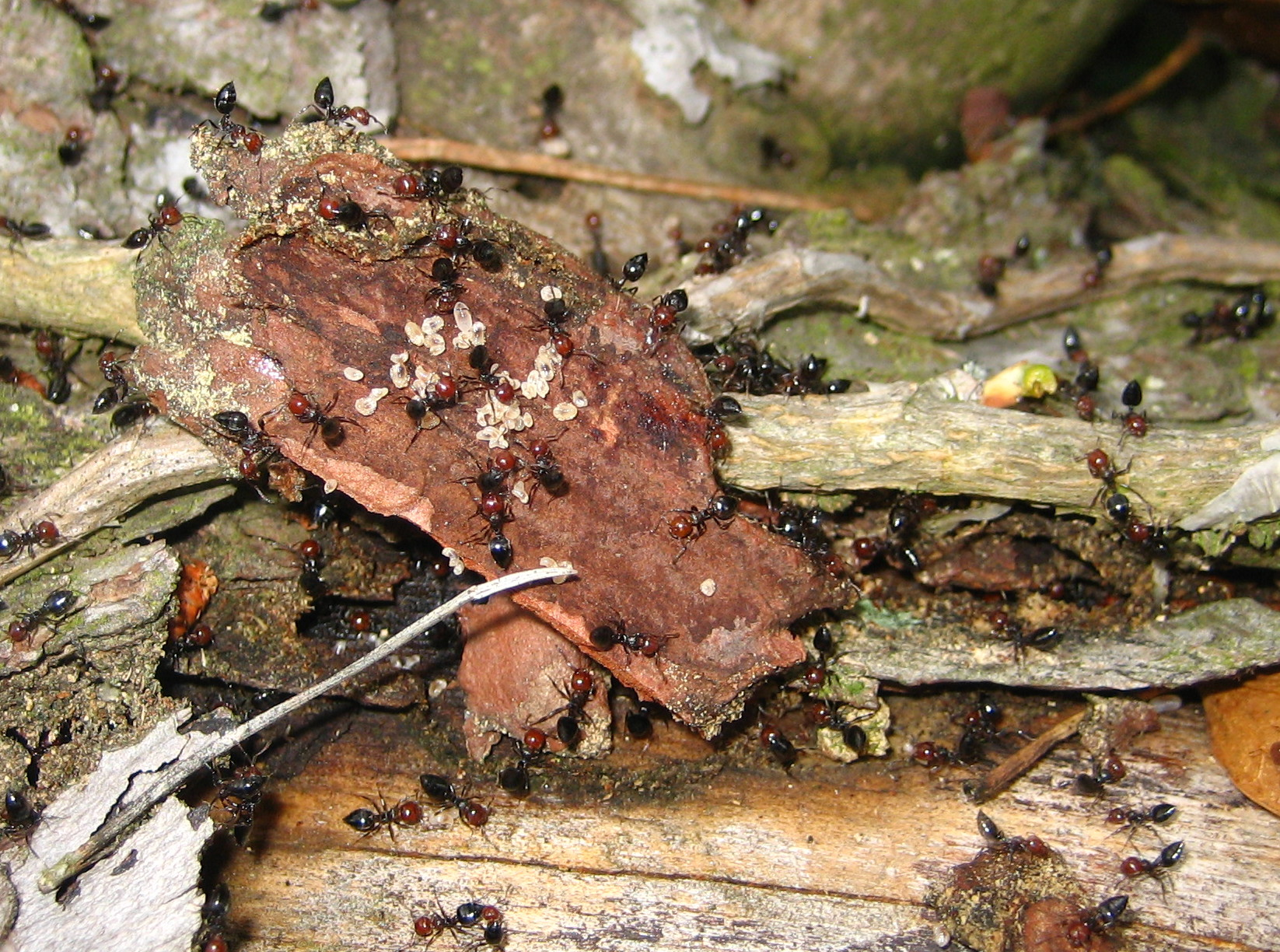
Rode schorpioenmieren (Crematogaster scutellaris)

- Crematogaster algirica (Mediterrane schorpioenmier)
- Crematogaster ashmeadi
- Crematogaster carinata
- Crematogaster crinosa
- Crematogaster curvispinosa
- Crematogaster rochai
- Crematogaster rogenhoferi
- Crematogaster scutellaris (Rode schorpioenmier)
- Crematogaster sordidula (Bruine schorpioenmier)
- Crematogaster torosa

### Formicoxenus(Gastmieren)
- Formicoxenus nitidulus (Glanzende gastmier)

### Leptothorax(Slankmieren)
- Leptothorax acervorum (Behaarde slankmier)
- Leptothorax affinis (Boomslankmier)
- Leptothorax albipennis (Stengelslankmier)
- Leptothorax gredleri (Gladde slankmier)
- Leptothorax muscorum (Mosslankmier)
- Leptothorax nylanderi (Bosslankmier)
- Leptothorax tuberum (Steenslankmier)
- Leptothorax unifasciatus (Zwartbandslankmier)

### Monomorium(Faraomieren)

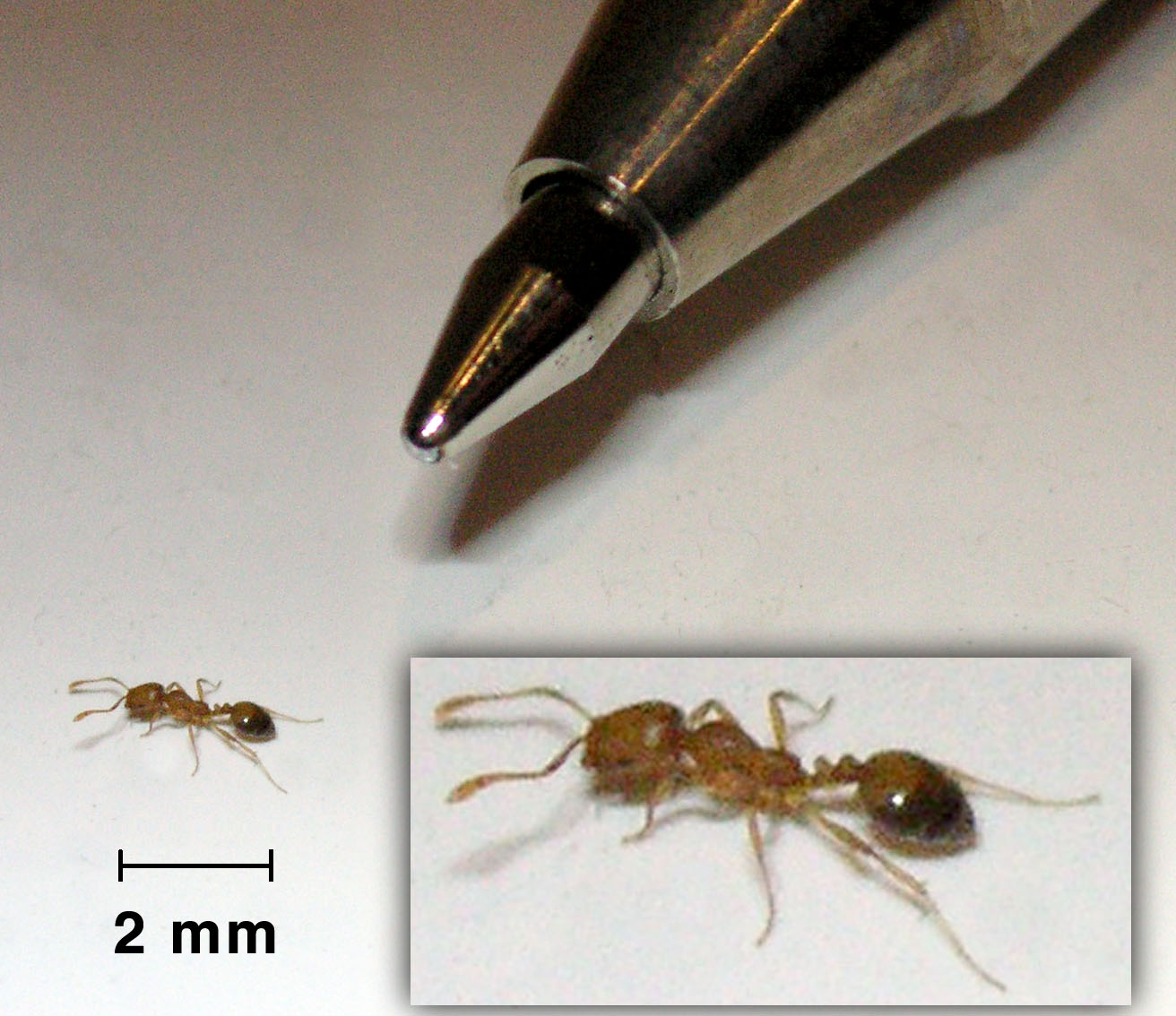
Faraomier (Monomorium pharaonis)

- Monomorium destructor  (Ninja faraomier)
- Monomorium dichroum
- Monomorium floricola (Aziatische faraomier)
- Monomorium latinode
- Monomorium minimum (Kleine faraomier)
- Monomorium pharaonis (Gele faraomier)
- Monomorium salomonis

### Myrmecina(Oprolmieren)
- Myrmecina graminicola (Oprolmier)

### Myrmica(Steekmieren)

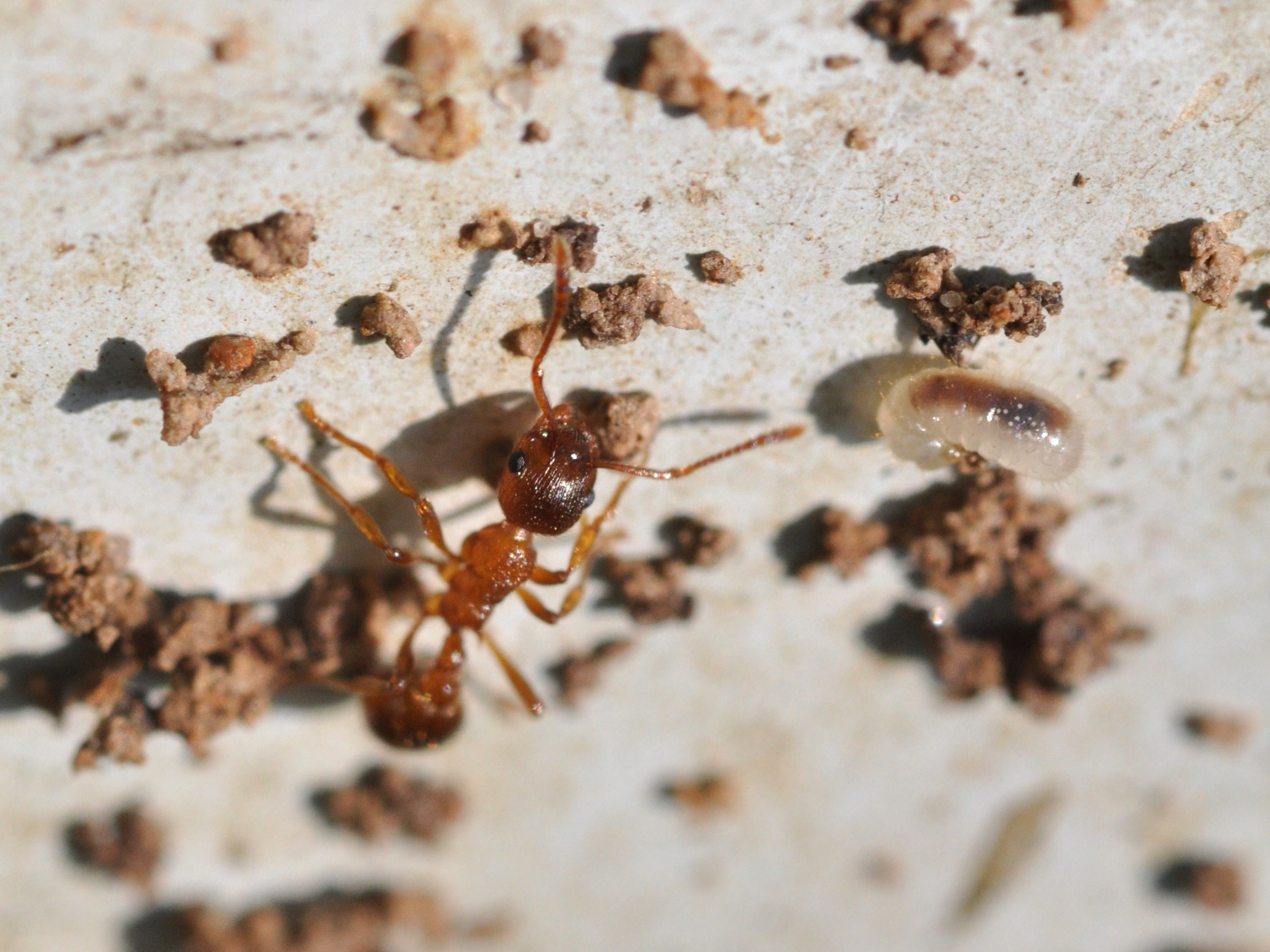
Gewone steekmieren (Myrmica rubra)

- Myrmica bibikoffi (Kutters gaststeekmier)
- Myrmica gallienii (Zeggensteekmier)
- Myrmica hirsuta (Ruige gaststeekmier)
- Myrmica lobicornis (Kalme steekmier)
- Myrmica lonae (Lepelsteekmier)
- Myrmica microrubra (Kleine gaststeekmier)
- Myrmica rubra (Gewone steekmier)
- Myrmica ruginodis (Bossteekmier)
- Myrmica rugulosa (Kleine steekmier)
- Myrmica sabuleti (Zandsteekmier)
- Myrmica scabrinodis (Moerassteekmier)
- Myrmica schencki (Kokersteekmier)
- Myrmica schenckioides (Kokergaststeekmier)
- Myrmica specioides (Duinsteekmier)
- Myrmica sulcinodis (Heidesteekmier)
- Myrmica vandeli (Veensteekmier)[3]

### Nesomyrmex
- Nesomyrmex echinatinodis

### Pheidole
- Pheidole bilimeki (Gele dikkop)
- Pheidole cocciphaga
- Pheidole dossena
- Pheidole fervens (Indodikkop)
- Pheidole harrisonfordi
- Pheidole indica
- Pheidole laticornis

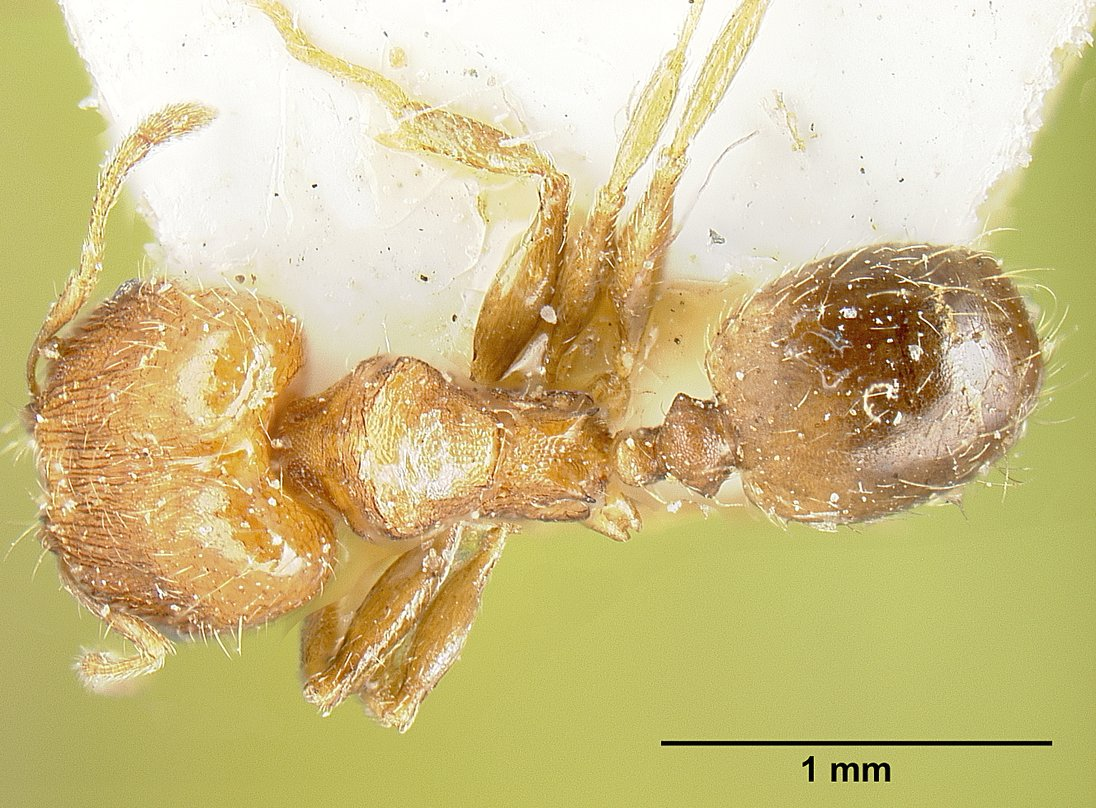
Gele dikkop (Pheidole bilimeki)

- Pheidole megacephala (Glimmende dikkop)
- Pheidole pallidula (Gewone dikkop)
- Pheidole punctatissima (Blauwbaarddikkop)
- Pheidole radoszkowskii
- Pheidole subarmata
- Pheidole susannae

### Solenopsis(Vuurmieren)
- Solenopsis fugax (Diefmier)
- Solenopsis gayi

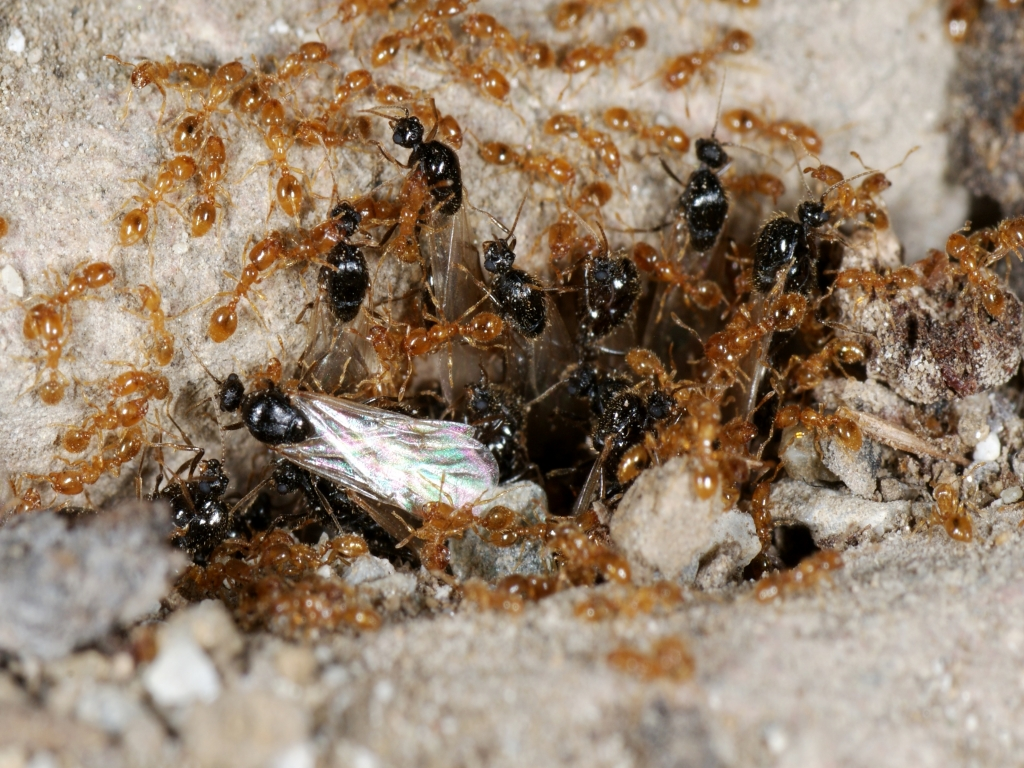
Diefmieren (Solenopsis fugax), werksters en mannetjes in bruidsvlucht

- Solenopsis geminata (Tropische vuurmier)
- Solenopsis invicta (Rode vuurmier)
- Solenopsis picea

### Stenamma(Drentelmieren)

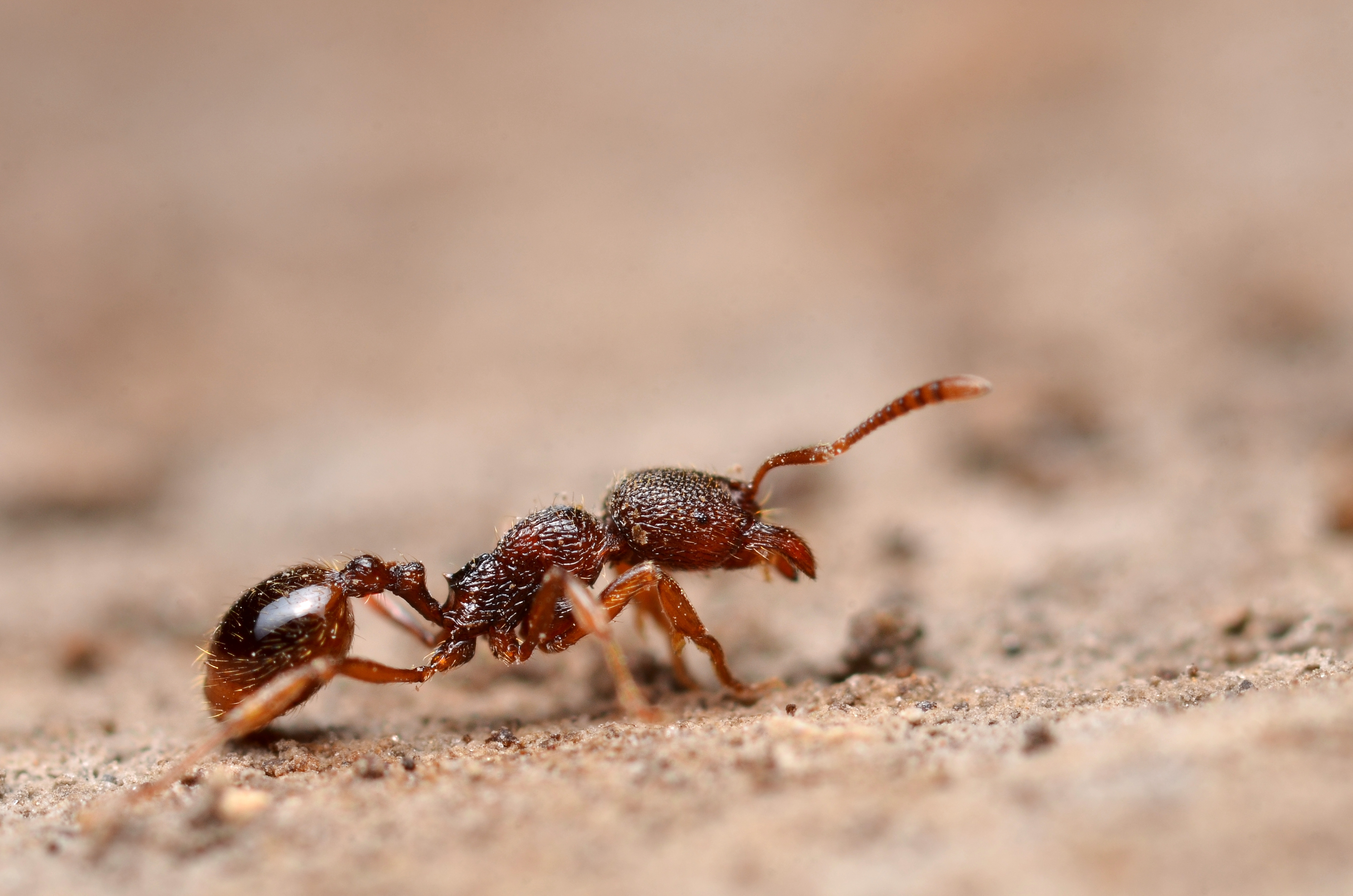
Gewone drentelmier (Stenamma debile)

- Stenamma debile (Gewone drentelmier)
- Stenamma westwoodii (Engelse drentelmier)

### Strongylognathus(Sabelmieren)
- Strongylognathus testaceus (Sabelmier)

### Strumigenys(Klemkaakmieren)
- Strumigenys minutula

### Temnothorax
- Temnothorax schaumii
- Temnothorax subditivus (Tropische slankmier)

### Tetramorium(Zaadmieren)

Woekermier (Tetramorium atratulum)

- Tetramorium atratulum (Woekermier)

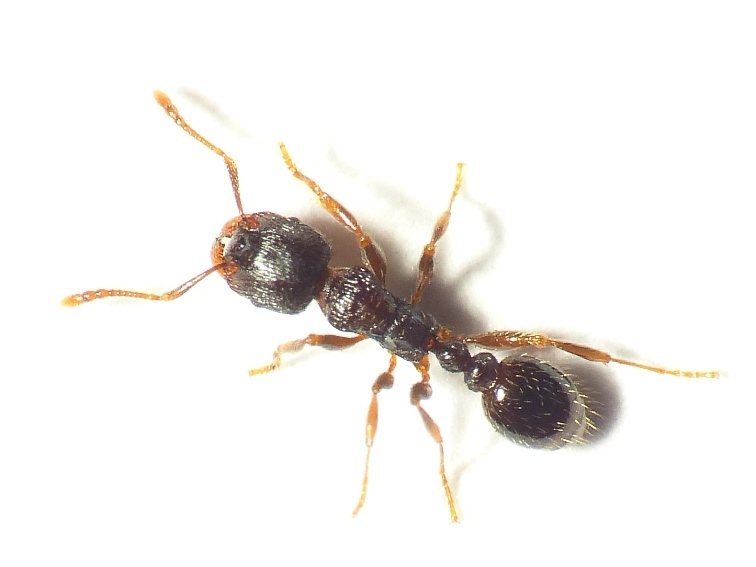
Zwarte zaadmier (Tetramorium caespitum)

- Tetramorium bicarinatum (Ribbelzaadmier)
- Tetramorium caespitum (Zwarte zaadmier)
- Tetramorium impurum (Bruine zaadmier)
- Tetramorium insolens (Gele zaadmier)
- Tetramorium lanuginosum (Behaarde zaadmier)
- Tetramorium pacificum (Pacifische zaadmier)
- Tetramorium simillimum (Dwergzaadmier)

### Wasmannia
- Wasmannia auropunctata (Dwergvuurmier)

## OnderfamiliePonerinae(Oermieren)

### Hypoponera
- Hypoponera eduardi (Zuideuropese compostmier)
- Hypoponera ergatandria (Tropische staafmier)
- Hypoponera punctatissima (Gewone compostmier)[3]

### Odontomachus(Klapkaakmieren)
- Odontomachus brunneus
- Odontomachus haematodes
- Odontomachus monticola (Aziatische klapkaakmier)

### Pachycondyla
- Pachycondyla unidentata

### Ponera(Staafmieren)

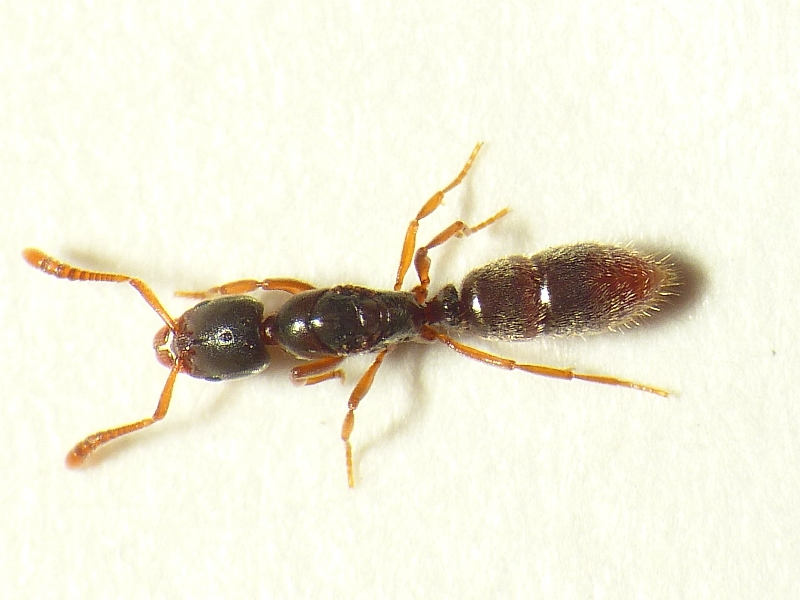
Staafmier (Ponera coarctata), koningin

- Ponera coarctata (Zwarte staafmier)
- Ponera testacea (Bruine staafmier)[3]

## Pseudomyrmecinae

### Pseudomyrmex
- Pseudomyrmex gracilis (Zwarte acaciamier)

Bijen (Rode Lijst) · Mieren · Plooivleugelwespen · Spinnendoders